# Goodbye to the Age of Steam
Goodbye to the Age of Steam is het debuutstudioalbum van de Engelse progressieve-rockband Big Big Train. Daarvoor bracht de band een tweetal ep’s uit. Het album werd in 1994 uitgebracht op het platenlabel Giant Electric Pea, platenlabel van een van de muziekproducenten Rob Aubrey, dat werd gedistribueerd door SPV GmbH.

## Productie
Het album werd opgenomen in de maanden juli en augustus 1993 in de Parklands Studio in Denmead. Het werd gestoken in een hoesontwerp van Kev Thompson met hulp van Greg Spawton. Mastering vond plaats in de Townhouse Studio (ook van Aubrey).

## Ontvangst
De eerste uitgave in 1993 viel nauwelijks op, ook niet in de niche progressieve rock en neo-prog. BBT’s binding met de geschiedenis van Engeland was al aanwezig; Blue Silver Red is gebaseerd op de fantasy-roman Red Shift van Alan Garner, onder meer over de Engelse Burgeroorlog.
In 2011 had de band verder naam gemaakt en de cd was al jaren niet meer verkrijgbaar. Er volgde een heruitgave op het platenlabel English Electric Recordings, dat van de band zelf is, De heruitgave ging gepaard met drie bonustracks. Ron Fuchs van ProgNaut noemde de heruitgave van het album "a very essential release especially to the BBT fans as well as those into symphonic or neo-prog". Alberto Nucci van Arlequins classificeerde de muziek op het album als erg melodieuze progressieve rock zonder grote uitspattingen: "Il gruppo pare aver trovato la sua via definitiva fatta di un Prog molto melodico, senza grosse impennate, che si mantiene su ritmiche pacate."

## Musici
- Ian Cooper – toetsinstrumenten
- Steve Hughes – drumstel, percussie
- Andy Poole – basgitaar, aanvullende toetsen
- Martin Read - zang
- Greg Spawton – gitaren, aanvullende toetsen)
- Rob Aubrey, Ken Budy, Gary Chandler (van Jadis, Sally French, Stuart Nicholson (van Galahad), Martin Orford (van IQ) , Mandy Taylor – achtergrondzang
- Rob Aubrey – baspedalen
- Steve Christey - windchimes

David Longdon (toetsen) en Nick D'Virgilio (drums) zijn alleen te horen  op de bonustrack Expecting Dragons; zij werden pas later lid van BBT. 

## Muziek
| Nr. | Titel                                          | Duur  |
| --- | ---------------------------------------------- | ----- |
| 1.  | Wind Distorted Pioneers (Spawton)              | 3:21  |
| 2.  | Head Hit the Pillow (Spawton)                  | 5:48  |
| 3.  | Edge of the Known World (Spawton)              | 4:47  |
| 4.  | Landfall (Spawton)                             | 4:18  |
| 5.  | Dragon Bone Hill (Spawton)                     | 3:52  |
| 6.  | Blow the House Down (Spawton, Poole)           | 9:20  |
| 7.  | Expecting Snow (Spawton)                       | 2:36  |
| 8.  | Blue Silver Red (Spawton, Poole)               | 10:03 |
| 9.  | Losing Your Way (Spawton)                      | 7:28  |
| 10. | Two Poets Meet (bonustrack op Japanse uitgave) |       |

Op de heruitgave uit 2011 staan drie bonustracks:

| Nr. | Titel                                                                        | Duur  |
| --- | ---------------------------------------------------------------------------- | ----- |
| 10. | Far Distant Thing (opname van 1993, afkomstig van de ep The infant Hercules) | 4:35  |
| 11. | Expecting Dragons (nieuwe opname)                                            | 7:16  |
| 12. | Losing Your Way (uitgebreide versie)                                         | 10:01 |